# چموش
چموش 
(به گیلکی: چۊمۊش) یک پاافزار مخصوص گیلکان است که از چرم پوست دباغی‌شدهٔ گاو ساخته می‌شود و پاشنه ندارد. از ویژگی چموش خنک کردن پا هنگام گرما و گرم نگه‌داشتن پا موقع سرماست. یک نوع چموش که بند و تسمه دارد و به دور ساق پا بسته می‌شود را شکاره چوموش می‌نامند. چموش گیلان دارنده نشان مهر اصالت از سازمان یونسکو بوده و مهارت نقش چموش دوزی در فهرست میراث فرهنگی ملی به ثبت رسیده است.